# Satellite Award per il miglior film
Il Satellite Award per il miglior film (Satellite Award for Best Motion Picture) è un riconoscimento annuale dei Satellite Awards, consegnato dall'International Press Academy.
Dal 1996 al 2010 il premio era suddiviso tra Miglior film drammatico (Drama) e Miglior film commedia o musicale (Comedy or Musical). Dal 2011 al 2018 la categoria si è unificata in miglior film, senza distinzione di genere.

## Vincitori e candidati
I vincitori sono indicati in grassetto.

### Anni 1990
Miglior film drammatico
1997
- Fargo
- Il paziente inglese (The English Patient)
- Stella solitaria (Lone Star)
- Segreti e bugie (Secrets & Lies)
- Shine
- Trainspotting

1998
- Titanic
- Amistad
- Boogie Nights - L'altra Hollywood (Boogie Nights)
- Will Hunting - Genio ribelle (Good Will Hunting)
- L.A. Confidential

1999
- La sottile linea rossa (The Thin Red Line)
- Elizabeth
- The General
- Demoni e dei (Gods and Monsters)
- Salvate il soldato Ryan (Saving Private Ryan)

Miglior film commedia o musicale
1997
- Evita
- Cold Comfort Farm
- Tutti dicono I Love You (Everyone Says I Love You)
- Amori e disastri (Flirting with Disaster)
- Swingers

1998
- Qualcosa è cambiato (As Good as It Gets)
- Harry a pezzi (Deconstructing Harry)
- Full Monty - Squattrinati organizzati (The Full Monty)
- In & Out
- Il matrimonio del mio migliore amico (My Best Friend's Wedding)

1999
- Shakespeare in Love
- Little Voice - È nata una stella (Little Voice)
- Pleasantville
- Svegliati Ned (Waking Ned)
- C'è posta per te (You've Got Mail)

### Anni 2000
Miglior film drammatico
2000
- Insider - Dietro la verità (The Insider)
- American Beauty
- Boys Don't Cry
- Magnolia
- La neve cade sui cedri (Snow Falling on Cedars)
- Il talento di Mr. Ripley (The Talented Mr. Ripley)

2001
- Traffic
- Billy Elliot
- Dancer in the Dark
- Erin Brockovich - Forte come la verità (Erin Brockovich)
- Il gladiatore (Gladiator)
- Quills - La penna dello scandalo (Quills)

2002
- In the Bedroom
- I segreti del lago (The Deep End)
- Memento
- The Others
- Sexy Beast - L'ultimo colpo della bestia (Sexy Beast)

2003
- Lontano dal paradiso (Far From Heaven)
- Antwone Fisher
- The Hours
- Il Signore degli Anelli - Le due torri (The Lord of the Rings: The Two Towers)
- The Quiet American
- Era mio padre (Road to Perdition)

2004
- In America - Il sogno che non c'era (In America)
- L'ultimo samurai (The Last Samurai)
- Il Signore degli Anelli - Il ritorno del re (The Lord of the Rings: The Return of the King)
- Master & Commander - Sfida ai confini del mare (Master and Commander: The Far Side of the World)
- Mystic River
- Thirteen - 13 anni (Thirteen)
- La ragazza delle balene (Whale Rider)

2005 (gennaio)
- Hotel Rwanda
- The Aviator
- Kill Bill: Volume 2 (Kill Bill: Vol. 2)
- Kinsey
- Maria Full of Grace
- Il segreto di Vera Drake (Vera Drake)

2005 (dicembre)
- I segreti di Brokeback Mountain (Brokeback Mountain)
- A History of Violence
- Truman Capote - A sangue freddo (Capote)
- Cinderella Man - Una ragione per lottare (Cinderella Man)
- Menorie di una geisha (Memoirs of a Geisha)
- The War Within

2006
- The Departed - Il bene e il male (The Departed)
- Babel (
- Flags of Our Fathers
- Half Nelson
- L'ultimo re di Scozia (The Last King of Scotland)
- Little Children
- The Queen - La regina (The Queen)

2007
- Non è un paese per vecchi (No Country for Old Men)
- Quel treno per Yuma (3:10 to Yuma)
- Away from Her - Lontano da lei (Away for Her)
- Onora il padre e la madre (Before the Devil Knows You're Dead)
- La promessa dell'assassino (Eastern Promises)
- Sguardo nel vuoto (The Lookout)

2008
- The Millionaire (Slumdog Millionaire)
- Frost/Nixon - Il duello (Frost/Nixon)
- Frozen River - Fiume di ghiaccio (Frozen River)
- Milk
- The Reader - A voce alta (The Reader)
- Revolutionary Road

2009
- The Hurt Locker
- An Education
- Bright Star
- Precious
- Oltre le regole - The Messenger (The Messenger)
- The Stoning of Soraya M.

Miglior film commedia o musicale
2000
- Essere John Malkovich (Being John Malkovich)
- Bowfinger
- Le ragazze della Casa Bianca (Dick)
- Election
- Un marito ideale (An Ideal Husband)
- Notting Hill

2001
- Betty Love (Nurse Betty)
- Quasi famosi (Almost Famous)
- Campioni di razza (Best in Show)
- Fratello, dove sei? (O Brother, Where Art Thou?)
- Hollywood, Vermont. (State and Main)
- Wonder Boys

2002
- Moulin Rouge! (Moulin Rouge!)
- Il diario di Bridget Jones (Bridget Jones's Diary)
- Gosford Park
- Hedwig - La diva con qualcosa in più (Hedwig and the Angry Inch)
- I Tenenbaum (The Royal Tenenbaums)

2003
- Il mio grosso grasso matrimonio greco (My Big Fat Greek Wedding)
- About a Boy - Un ragazzo (About a Boy)
- Il ladro di orchidee (Adaptation)
- Chicago
- Igby (Igby Goes Down)
- Ubriaco d'amore (Punch Drunk Love)

2004
- Lost in Translation - L'amore tradotto (Lost in Translation)
- American Splendor
- Sognando Beckham (Bend It Like Beckham)
- La maledizione della prima luna (Pirates of the Caribbean: The Curse of the Black Pearl)
- A Mighty Wind - Amici per la musica (A Mighty Wind)
- Babbo bastardo (Bad Santa)

2005 (gennaio)
- Sideways - In viaggio con Jack (Sideways)
- Il Mercante di Venezia (The Merchant of Venice)
- Ray
- Napoleon Dynamite
- Le avventure acquatiche di Steve Zissou (The Life Aquatic With Steve Zissou)
- Il fantasma dell'Opera (The Phantom of the Opera)

2005 (dicembre)
- Quando l'amore brucia l'anima - Walk the Line (Walk the Line)
- Happy Endings
- Hustle & Flow - Il colore della musica (Hustle & Flow)
- Kung Fusion (Kung Fu Hustle)
- Rent
- Shopgirl

2006
- Dreamgirls
- Il diavolo veste Prada (The Devil Wears Prada)
- Little Miss Sunshine
- Vero come la finzione (Stranger than Fiction)
- Thank You for Smoking
- Venus

2007
- Juno
- Hairspray - Grasso è bello (Hairspray)
- Molto incinta (Knocked Up)
- Lars e una ragazza tutta sua (Lars and the Real Girl)
- Il matrimonio di mia sorella (Margot at the Wedding)
- Shoot 'Em Up - Spara o muori! (Shoot 'Em Up)

2008
- La felicità porta fortuna - Happy Go Lucky (Happy-Go-Lucky)
- Soffocare (Choke)
- In Bruges - La coscienza dell'assassino (In Bruges)
- Nick & Norah - Tutto accadde in una notte (Nick and Norah's Infinite Playlist)
- Tropic Thunder
- Vicky Cristina Barcelona

2009
- Nine
- A Serious Man
- È complicato (It's Complicated)
- Julie & Julia
- The Informant!
- Tra le nuvole (Up in the Air)

### Anni 2010
Miglior film drammatico
2010
- The Social Network
- 127 ore (127 Hours)
- Animal Kingdom
- Blue Valentine
- The Funeral Party (Get Low)
- Inception
- L'uomo nell'ombra (The Ghost Writer)
- Il discorso del re (The King's Speech)
- The Town
- Un gelido inverno (Winter's Bone)

Miglior film commedia o musicale
2010
- Scott Pilgrim vs. the World
- Cyrus
- I poliziotti di riserva (The Other Guys)
- I ragazzi stanno bene (The Kids Are All Right)
- Please Give
- Red
- We Want Sex (Made in Dagenham)

Miglior film
2011
- Paradiso amaro (The Descendants)
- L'arte di vincere (Moneyball)
- Drive
- The Artist
- Shame
- La talpa (Tinker, Tailor, Soldier, Spy)
- Hugo Cabret (Hugo)
- War Horse
- The Help
- Midnight in Paris

2012
- Il lato positivo - Silver Linings Playbook (Silver Linings Playbook)
- Argo
- Re della terra selvaggia (Beasts of the Southern Wild)
- Les Misérables
- Skyfall
- Moonrise Kingdom - Una fuga d'amore (Moonrise Kingdom)
- The Sessions - Gli incontri (The Sessions)
- Lincoln
- Vita di Pi (Life of Pi)
- Zero Dark Thirty

2014
- 12 anni schiavo (12 Years Slave)
- A proposito di Davis (Inside Llewyn Davis)
- Philomena
- American Hustle - L'apparenza inganna (American Hustle)
- Gravity
- The Wolf of Wall Street
- Saving Mr. Banks
- All Is Lost - Tutto è perduto (All Is Lost)
- Blue Jasmine

2015
- Birdman
- La teoria del tutto (The Theory of Everything)
- Whiplash
- The Imitation Game
- Turner (Mr. Turner)
- Selma - La strada per la libertà (Selma)
- L'amore bugiardo - Gone Girl (Gone Girl)
- I toni dell'amore - Love Is Strange (Love Is Strange)
- Boyhood
- Grand Budapest Hotel (The Grand Budapest Hotel)

2016
- Il caso Spotlight (Spotlight)
- Sicario
- Room
- Revenant - Redivivo (The Revenant)
- Sopravvissuto - The Martian (The Martian)
- Carol
- Brooklyn
- Il ponte delle spie (Bridge of Spies)
- Black Mass - L'ultimo gangster (Black Mass)
- La grande scommessa (The Big Short)

2017
- La La Land
- Manchester by the Sea - film indipendente
- Captain Fantastic
- Barriere (Fences)
- La battaglia di Hacksaw Ridge (Hacksaw Ridge)
- Hell or High Water
- Il diritto di contare (Hidden Figures)
- Jackie
- Lion - La strada verso casa (Lion)
- Loving - L'amore deve nascere libero (Loving)
- Moonlight
- Animali notturni (Nocturnal Animals)

2018
- La terra di Dio - God's Own Country (God's Own Country)
- Tre manifesti a Ebbing, Missouri (Three Billboards Outside Ebbing, Missouri) - film indipendente
- The Big Sick - Il matrimonio si può evitare... l'amore no (The Big Sick)
- Chiamami col tuo nome (Call Me by Your Name)
- Dunkirk
- La forma dell'acqua - The Shape of Water (The Shape of Water)
- Tonya (I, Tonya)
- Lady Bird
- Mudbound
- Scappa - Get Out (Get Out)

Miglior film drammatico
2019
- Se la strada potesse parlare (If Beale Street Could Talk), regia di Barry Jenkins
- Black Panther, regia di Ryan Coogler
- First Man - Il primo uomo (First Man), regia di Damien Chazelle
- Hereditary - Le radici del male (Hereditary), regia di Ari Aster
- Maria regina di Scozia (Mary Queen of Scots), regia di Josie Rourke
- Widows - Eredità criminale (Widows), regia di Steve McQueen

Miglior film commedia o musicale
2019
- A Star Is Born, regia di Bradley Cooper
- Crazy & Rich (Crazy Rich Asians), regia di Jon M. Chu
- La favorita (The Favourite), regia di Yorgos Lanthimos
- Green Book, regia di Peter Farrelly
- Nico, 1988, regia di Susanna Nicchiarelli
- Il ritorno di Mary Poppins (Mary Poppins Returns), regia di Rob Marshall

### Anni 2020
Miglior film drammatico
2020
- Le Mans '66 - La grande sfida (Ford v Ferrari), regia di James Mangold
- 1917, regia di Sam Mendes
- Bombshell - La voce dello scandalo (Bombshell), regia di Jay Roach
- Burning Cane, regia di Phillip Youmans
- I due papi (The Two Popes), regia di Fernando Meirelles
- Joker, regia di Todd Phillips
- The Lighthouse, regia di Robert Eggers
- Storia di un matrimonio (Marriage Story), regia di Noah Baumbach

2021
- Nomadland, regia di Chloé Zhao
- Una donna promettente (Promising Young Woman), regia di Emerald Fennell
- The Father - Nulla è come sembra (The Father), regia di Florian Zeller
- Ma Rainey's Black Bottom, regia di George C. Wolfe
- Minari, regia di Lee Isaac Chung
- Miss Juneteenth, regia di Channing Godfrey Peoples
- Il processo ai Chicago 7 (The Trial of the Chicago 7), regia di Aaron Sorkin
- Quella notte a Miami... (One Night in Miami), regia di Regina King
- Sound of Metal, regia di Darius Marder
- Tenet, regia di Christopher Nolan

2022
- Belfast, regia di Kenneth Branagh
- CODA - I segni del cuore (CODA), regia di Sian Heder
- Dune (Dune: Part One), regia di Denis Villeneuve
- East of the Mountains, regia di SJ Chiro
- Una famiglia vincente - King Richard (King Richard), regia di Reinaldo Marcus Green
- La figlia oscura (The Lost Daughter), regia di Maggie Gyllenhaal
- Il potere del cane (The Power of the Dog), regia di Jane Campion
- Spencer, regia di Pablo Larraín

2023
- Top Gun: Maverick, regia di Joseph Kosinski
- Avatar - La via dell'acqua (Avatar: The Way of Water), regia di James Cameron
- The Fabelmans, regia di Steven Spielberg
- Black Panther: Wakanda Forever, regia di Ryan Coogler
- Tár, regia di Todd Field
- Women Talking - Il diritto di scegliere (Women Talking), regia di Sarah Polley
- Living, regia di Oliver Hermanus
- Till - Il coraggio di una madre (Till), regia di Chinonye Chukwu

2024
- Oppenheimer, regia di Christopher Nolan
- Ferrari, regia di Michael Mann
- Killers of the Flower Moon, regia di Martin Scorsese
- Maestro, regia di Bradley Cooper
- Past Lives, regia di Celine Song

Miglior film commedia o musicale
2020
- C'era una volta a... Hollywood (Once Upon a Time... in Hollywood), regia di Quentin Tarantino
- Cena con delitto - Knives Out (Knives Out), regia di Rian Johnson
- The Farewell - Una bugia buona (The Farewell), regia di Lulu Wang
- Le ragazze di Wall Street - Business Is Business (Hustlers), regia di Lorene Scafaria
- Rocketman, regia di Dexter Fletcher
- Diamanti grezzi (Uncut Gems), regia di Josh e Benny Safdie

2021
- The 40-Year-Old Version, regia di Radha Blank
- Borat - Seguito di film cinema (Borat Subsequent Moviefilm), regia di Jason Woliner
- Hamilton, regia di Thomas Kail
- On the Rocks, regia di Sofia Coppola
- Palm Springs - Vivi come se non ci fosse un domani (Palm Springs), regia di Max Barbakow
- La vita straordinaria di David Copperfield (The Personal History of David Copperfield), regia di Armando Iannucci

2022
- Tick, Tick... Boom!, regia di Lin-Manuel Miranda
- Cyrano, regia di Joe Wright
- The French Dispatch of the Liberty, Kansas Evening Sun, regia di Wes Anderson
- Sognando a New York - In the Heights (In the Heights), regia di Jon M. Chu
- Licorice Pizza, regia di Paul Thomas Anderson
- Respect, regia di Liesl Tommy

2023
- Everything Everywhere All at Once, regia di Daniel Kwan e Daniel Scheinert
- Gli spiriti dell'isola (The Banshees of Inisherin), regia di Martin McDonagh
- Elvis, regia di Baz Luhrmann
- Glass Onion - Knives Out (Glass Onion: A Knives Out Mystery), regia di Rian Johnson
- Triangle of Sadness, regia di Ruben Östlund
- RRR, regia di S. S. Rajamouli

2024
- The Holdovers - Lezioni di vita (The Holdovers), regia di Alexander Payne
- American Fiction, regia di Cord Jefferson
- Barbie, regia di Greta Gerwig
- Povere creature! (Poor Things), regia di Yorgos Lanthimos
- Dream Scenario - Hai mai sognato quest'uomo? (Dream Scenario), regia di Kristoffer Borgli
- Scrapper, regia di Charlotte Regan